# Исхак, Иаков
Иаков Исхак (25 февраля 1938, Мосул — 22 июня 2023) — священнослужитель Халдейской католической церкви.
Рукоположён в священника 20 июня 1963 года. 7 мая 1997 года Римским папой Иоанном Павлом II назначен архиепископом Эрбиля; 26 сентября 1997 года был рукоположён в сан епископа. 21 декабря 2005 года был назначен куриальным архиепископом Вавилона Халдейского. В 2012—2013 годах — патриарший местоблюститель.